# Scott Loftin
Scott Loftin (Montgomery, 1878. szeptember 14. – Highlands, 1953. szeptember 22.) az Amerikai Egyesült Államok szenátora (Florida, 1936).